# Лидия Петрова
 Тази статия е за певицата.  За фотографката вижте Лидия Петрова (фотографка).  
Лидия Славова Петрова е българска оперетна певица, колоратурен сопран.

## Биография
Лидия Петрова е родена на 31 март 1966 г. в Добрич. През 1987 – 1992 г. учи в Музикалната академия „Панчо Владигеров“ – София при проф. Илка Попова и в класовете по режисура на проф. Павел Герджиков и проф. Светозар Донев. Специализира пеене при оперния бас Никола Гюзелев. През 2005 г. получава наградата „Феномен“ за глас. Участва многократно в задгранични турнета по цял свят на национално ниво с Национален музикален театър „Стефан Македонски“.
В детството си е свирила на виола в младежки камерен оркестър към читалище „Йордан Йовков“ – Добрич с диригент Иван Станев.

## Репертоар
- „Травиата“ – Виолета Валери – Джузепе Верди
- „Лаудате Пуери“ – Антонио Вивалди
- „Олимпия“ – Е.Т.А. Хофман
- „Прилепът“ – Адела – Йохан Щраус
- „Пролетни гласове“ – Валс – Йохан Щраус
- „Цигански барон“ – Арсена – Йохан Щраус
- „Царицата на чардаша“ – Силва – Имре Калман
- „Граф фон Люксембург“ – Жулиета – Франц Лехар
- „Котките“ – Гъмби уникат – Ендрю Лойд Уебър
- „Весела вдовица“ – Валансиен – Франц Лехар
- „Българи от старо време“ – Лиляна – Асен Карастоянов
- „Айка“ – Айка – Парашкев Хаджиев
- „Любовта на боговете“ – Царицата на ноща – Александър Йосифов